# جيمي ماكيني
جيمي ماكيني (بالإنجليزية: Jimmy McKinney)‏ مواليد 23 أغسطس 1983 في سانت لويس، هو لاعب كرة سلة أمريكي. بدأ مسيرته الاحترافية في سنة 2006.

## المسيرة الاحترافية
لعب مع سكايلاينرز فرانكفورت في الدوري الألماني من سنة 2006 إلى 2012، ثم لعب مع تايغرز توبينغن في موسم 2014–2015، ثم لعب مع تليكوم باسكتس بون في الدوري الألماني في موسم 2015–2016.

## روابط خارجية
- جيمي ماكيني على موقع IMDb (الإنجليزية)
- جيمي ماكيني على موقع كرة السلة الأوروبية.كوم (الإنجليزية)
- جيمي ماكيني على موقع كلية كرة السلة في سبورتس رفرنس.كوم (الإنجليزية)
- جيمي ماكيني على موقع ريلجم (الإنجليزية)
- جيمي ماكيني على موقع بروبوليرز (الإنجليزية)
- جيمي ماكيني على موقع سبورتس رفرنس (الإنجليزية)